# Rudolf Gerhart Bunk
Rudolf Gerhart Bunk (Berlin-Treptow, 19. rujna 1908. – Hamburg, 8. srpnja 1974.) bio je njemački slikar i scenograf koji je godinama djelovao u Splitu. Pripadao je drugom naraštaju ekspresionista. Njegov je sin grafičar i crtač stripa Tom Bunk.

## Životopis

### Školovanje
Rudolf G. Bunk započeo je1925. studij germanistike i povijesti umjetnosti na Filozofskom fakultetu u Berlinu, a 1926. studij na berlinskoj Visokoj školi primijenjenih umjetnosti (Kunstgewerbeschule Berlin-Charlottenburg): slikarstvo u klasi Karla Hofera a scenografiju u klasi Haralda Bengena. Hoferovo slikarstvo, po riječima L. Roje Depolo, „zanimljiva sinteza Cézannea, njemačkog ekspresionizma i Picassove rane faze, presudno je utjecalo na mladog umjetnika. Bunk i sam u svojim djelima sintetizira karakteristike njemačkog ekspresionizma, francuskoga kubizma, Picassove rane faze, te slikarstva objektivne stvarnosti, kao i njemačke srednjovjekovne tradicije.“
Po završetku studija usavršavao je slikarstvo kod vodećega njemačkog ekspresionista Maxa Beckmanna u Državnoj visokoj školi likovnih umjetnosti (Städelschule) u Frankfurtu, u kojoj je 1932. otvorio atelje. Beckmannov „stil i metoda komponiranja slike vuku korijene iz imaginarija srednjovjekovnih vitraja. Beckmann slika geometrizirane plohe oštrih rubova koje uokviruje crnim linijama. I Bunk je usvojio sličan grafizam slike postignut naglašenim crnim obrubima.“

### Slikarski utjecaji
Bunk nije robovao shemama ni jednoga od stilova koji su utjecali na njegov umjetnički razvitak. „Nemam šablona. Najprije studiram model, a onda tražim formu koja najbolje odgovara onoj ideji koju mi model inspirira, jer se teško mogu potpuno udaljiti od prirode. Za mene je kubizam sredstvo da u nekim slučajevima samom sebi objasnim položaj planova u prostoru, da ih mogu rasporediti na plohi moje slike. To nije nikakvo pitanje utjecaja, mode ili manire, nego proces koji odgovara mojoj unutarnjoj potrebi. Ono što sam pokazao u ovih nekoliko slika nije kubizam, nego način koji smatram ne samo adekvatnim nego meni neophodno potrebnim za koncepciju prostora“ – objasnio je u intervjuu Slobodnoj Dalmaciji

### Pod nacističkim pritiskom
Sudjelovao je na izložbi Darmstadtske secesije (Darmstädter Sezession) 1934. u frankfurtskom Umjetničkom zavodu,  koju je nacistička vlast proglasila dekadentnom, izopačenom i boljševičkom te ju je zatvorila.
Kunstmuseum Solingen
Bilo mu je zabranjeno i izlaganje i prodavanje slika, a atelje je morao ustupiti nacističkom kolegi. Bezuspješno je pokušao emigrirati u Švicarsku, u Bern. Tu je situaciju iste godine izrazio veoma ekspresivnom slikom s elementima autoportreta Čovjek pred zidom, ukliješten u bezizlaznosti.
Vrativši se u Berlin, radio je od 1935. u ateljeu u Potsdamskoj ulici. Sljedeće godine se oženio Mariannom Horl.
Uzalud je 1937. pokušao ishoditi pravo na stalan boravak u Švedskoj, ali se u Stockholmu uspio usavršavati na Kraljevskoj umjetničkoj akademiji (Kungliga Akademien för de fria konsterna) u švedskog ekspresionista i Matisseova učenika Isaaca Grünewalda, koji je ne samo ostao najbolje prodavan švedski moderni slikar, nego je bio i renomiran scenograf Kraljevske švedske opere i drugih kazališta. U Stockholmu je dobio i sina Stefana.

### Dolazak u Hrvatsku
Bunk je s obitelji otišao 1938. u Austriju, ali je, suočen s njemačkim Anschlussom te države, proslijedio u Jugoslaviju, na Koločep.  Tako je, gotovo slučajno, dospio u Hrvatsku gdje je proveo 20 najplodnijih godina života.  Naime, industrijalac Karl Albin Bohaczek, kolekcionar slika, naručio je od Bunka seriju portreta poznatih njemačkih filozofa i književnika, što je Bunk izrađivao od 1933. do 1938. Među njima je bio i filozof Rudolf Pannwitz, koji je povučeno živio na Koločepu, i to je bio razlog Bunkova dolaska na taj Elafitski otok (ali Pannwitz je odbio Bunka i tako je prekinuta serija portreta).  U Split se obitelj Bunk doselila 1939. U Splitu (u Salonu Galić)  i u Zagrebu je 1940. priredio samostalnu izložbu s četrdesetak slika.
Obitelj Bunk je 1941. bila internirana u logor u Lipiku po zahtjevu njemačkog Poslanstva. Iz logora su utekli i pješke, kroz Bosnu, prispjeli u Dubrovnik. Sin Stefan je poginuo nesretnim slučajem na kupanju. Nakon napada Njemačke na Jugoslaviju Bunkovi su se nastanili u Trogiru, koji je Hrvatska prepustila Italiji. Tu mu se rodila kći Bojana. Njemačka im je 1943. oduzela državljanstvo.
Bunk se pridružio skupini likovnih umjetnika partizana te je 1943. bio sudionik njihove osnivačke skupštine. Poslije njemačke okupacije Dalmacije Bunkovi se pridružuju zbjegu oko 30.000 civila na Vis pa u El Shatt. Vratio se u Split 1945., gdje mu se rodio sin Tomas Maria „Tom“ Bunk, sada crtač stripova, slikar i ilustrator u SAD.
Po povratku iz zbjega 1945. prihvaća poziv intendanta Tomislava Tanhofera da uđe u stalni angažman Narodnog kazališta u Splitu kao redatelj i scenograf.  Ondje je u sljedećih 13 godina kreirao scenografiju za više od 120 dramskih predstava, opera i baleta, te plakate za Kazalište i Splitske ljetne priredbe.  U splitskom Teatru je i režirao neke dramske i operne predstave. U međuvremenu je SR Njemačka (Zapadna Njemačka) vratila 1953. Bunku i njegovoj obitelji njemačko državljanstvo.

### Povratak u Njemačku
FNR Jugoslavija je 1958. priznala Njemačku DR (Istočnu Njemačku), pa je SR Njemačka, u skladu sa svojom Hallsteinovom doktrinom prekinula diplomatske odnose s Jugoslavijom. Bunk i obitelj našli su se u procjepu: ili ponovo izgubiti njemačko državljanstvo, ili se vratiti u Njemačku. Stoga se Bunk tada odselio u Hamburg, gdje je stupio u stalnu suradnju s radiotelevizijskom kućom NDR, ali nije prekinuo suradnju sa splitskim Narodnim kazalištem, za koje je do 1972. realizirao još desetak scenografija.

### Bolest i smrt
Rudolf Bunk se godinama borio s astmom, zbog koje mu je zdravlje slabilo od 1966. Astma je izazvala kljenut srca, te je umro u svojem atelijeru u Hamburgu, radeći na pripremi izložbe kolaža u tom gradu.

## Ostavština i priznanja
- Bunkova kći Bojana Denegri uložila je velik napor da bi popisala i dijelom prikupila ostavštinu Rudolfa G. Bunka, rasutu u selidbama, emigracijama i ratnom pustošenju,[1] što je opisala u knjizi Potraga za slikama. Tragom mog oca Rudolfa G. Bunka.
- Djela Rudolfa G. Bunka nalaze se u fundusu: Galerije umjetnina Split, Muzeja grada Splita, MMSU Rijeka, Galerije umjetnina Zadar, Atelijera Ivana Meštrovića Zagreb, Hrvatskoga povijesnog muzeja i Gliptoteke HAZU u Zagrebu. Najviše slika je u privatnom vlasništvu brojnih splitskih građanskih obitelji.[1]
- Bunk je izradio i više murala u tvornicama, na putničkim brodovima, te u uredu predsjednika Izvršnog vijeća Sabora.[3]
- Hrvatsko narodno kazalište u Splitu ustanovilo je Nagradu Rudolf Bunk za scenografiju.[5]

## Izložbe
- 1934. Skupna izložba Darmstädter Sezession
- 1940. Samostalne izložbe u Splitu i Zagrebu
- 1945. Skupne izložbe slikarâ partizanâ u Kairu i Aleksandriji
- 1954. Sudjeluje na Salonu 54 u Rijeci – na prvoj selektivnoj i problemskoj izložbi u poslijeratnom razdoblju.
- 1955. Samostalna izložba u Splitu (izložio 63 slike, crteža, odnosno gvaševa).
- 1960–61. imao dvije samostalne izložbe u Hamburgu, izlaže uglavnom vedute Hamburga.
- 1969. samostalna izložba u Galeriji umjetnina u Splitu s temom 'Sjećanje na Dalmaciju' (izložio 26 tempera na papiru).
- 1972. Samostalna izložba u Muzeju grada Splita: 26 tempera gradskih veduta
- 2001: Samostalna izložba, Grundbuchhalle, Hamburg
- 2006: Samostalna izložba u Veleposlanstvu Republike Hrvatske u Berlinu
- 2007-2008: Pojedini radovi izloženi u sklopu retrospektivne izložbe El Shatt u Hrvatskome povijesnom muzeju u Zagrebu
- 2008: Retrospektivna izložba o 100-godišnjici rođenja u Muzeju Kneževine Lüneburg
- 2012: Retrospektivna izložba djela od 1938 do 1942, Gliptoteka HAZU u Zagrebu

## Poveznice
- Ekspresionizam
- Scenografija

## Vanjske poveznice
- Rudolf G. Bunk
- Blogspot Rudolfa G.Bunka
- Hrvatsko narodno kazalište u Splitu
- Rudolf Gerhart Bunk 1908.-1974. / Akvareli